# Société de la connaissance
Pour les articles homonymes, voir Société.

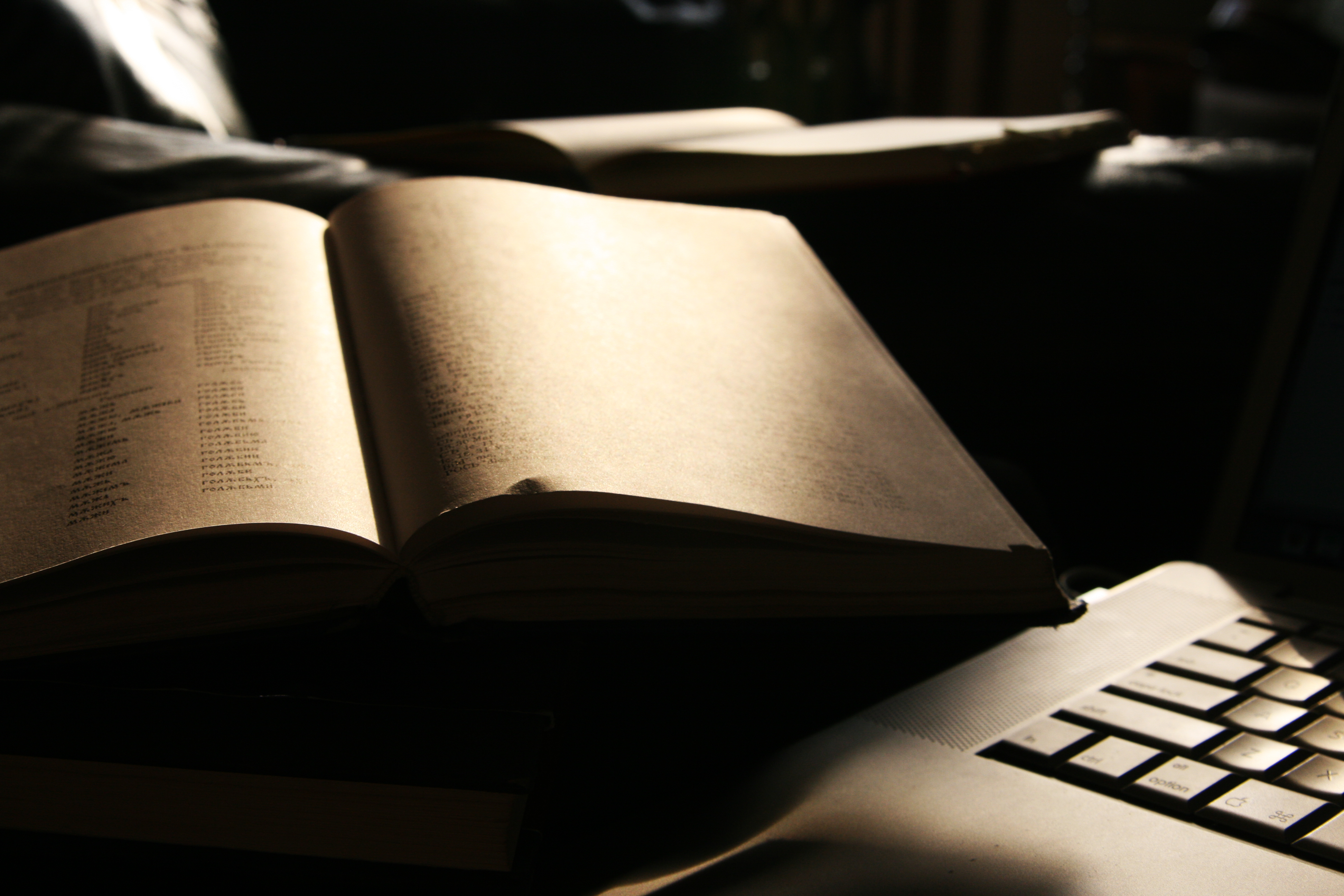
La connaissance représentée par un livre

La société de la connaissance (knowledge society), ou société du savoir, est une expression employée pour la première fois en 1969 par le professeur austro-américain Peter Drucker, dans son livre The Age of Discontinuity.

## Définition de la société de la connaissance
La société de la connaissance :
- reprend en partie la notion de société de l'information, désignant une société dans laquelle se généralise la diffusion et l’usage d’informations et qui s’appuie sur des technologies de l'information et de la communication (TIC) à bas coûts.
- met plus largement l'accent, non pas sur les flux d’information et les réseaux qui les supportent, mais sur le savoir, l'expertise, la créativité, l'innovation, la connaissance. La vision est donc plus humaine même si cette société de la connaissance est portée par un développement technique.
- prend en compte aussi l'impact, considéré de plus en plus crucial (économie du savoir), de la création et diffusion des connaissances sur le développement économique, par l'intermédiaire de l'intelligence économique dans les entreprises et les territoires[2].

L'expression désigne un type de société où, sous l'effet des technologies de l'information, une forte diffusion des informations agrège les savoirs de sorte que cette agrégation constitue peu à peu le facteur central de l'économie, le plus déterminant. On parle alors d'économie de la connaissance.
Elle désigne aussi une théorie selon laquelle l'accès aux infrastructures de l'information favorise la démocratisation du savoir. Elle considère que le savoir et l'innovation sont les facteurs-clé du développement économique. La théorie de la société de la connaissance se veut à la fois analyse et projet politique. 
En 1973, le sociologue étatsunien Daniel Bell introduit la notion de société de l’information dans Vers la société post-industrielle.
Entrée dans la langue française dans les années 1980, cette expression est parfois préférée à celle de société de l'information.
Dans ce cadre, la stratégie arrêtée au Conseil européen de Lisbonne (mars 2000) désigne un axe majeur de la politique économique et de développement de l'Union européenne. Le Conseil européen de Lisbonne a ainsi fixé un objectif stratégique visant à faire de l’Union européenne « l’économie de la connaissance la plus compétitive et la plus dynamique du monde d'ici à 2010, capable d’une croissance économique durable accompagnée d’une amélioration quantitative et qualitative de l’emploi et d’une plus grande cohésion sociale ».
Selon Benjamin Bayart, le logiciel libre et Internet sont les deux facettes d'un même objet connu sous l'appellation « société de la connaissance ».
Le sociologue Gérald Bronner remet en cause la théorie de la société de la connaissance, considérant que la massification de l'information favorise une société de crédulité informationnelle,.
La société de la connaissance peut signifier à la fois un facteur d’émancipation et d’autonomisation des citoyens, mais aussi un processus de radicalisation capitalistique qui fragilise le cadre social tout en prétendant renforcer l’individualisation des acteurs.